# ろん
ろん（生年非公開 10月10日 - ）は、日本で活動する歌手。性別は非公開。主にニコニコ動画の「歌ってみた」カテゴリで活動するWEBアーティスト。活動の場によって「ロン」「Lon」の表記がある。所属事務所はButaiEntertainment、所属レーベルはワーナーミュージック・ジャパン。

## 来歴・人物
ニコニコ動画のカテゴリ「歌ってみた」で再生回数No.1を獲得し人気となった歌手。名前の由来はニコニコ動画への初投稿時にロンドン在住だったことから。
生年や年齢は非公開であるが、FacebookやTwitterなどで飲酒の投稿があることから成人であり、仲が良い男性WEBアーティスト「そらる」の公式ブログなどの情報から2016年で20代半ばであると推察されている。性別も非公開となっていてワーナーミュージック・ジャパンの紹介ページにも記載はされていないが、過去に実施されたニコニコ生放送で生放送主として出た際はたびたび女性であることを公言している。また血液型はAB型、身長は152cmと公言されている。
2012年3月にニコニコ投稿動画の『おちゃめ機能 歌った』が、ニコニコ動画の「歌ってみた」カテゴリにおいて初となる再生回数600万回を達成。同年11月には再生回数700万回を超え、2015年7月にニコニコ動画史上初の再生回数1,000万回、コメント総数30万回を超えている。
2016年、自身初のTV番組タイアップとして楽曲『ハロートゥモロー』が4月5日から放送開始されたNHK EテレのTVアニメ『少年アシベ GO! GO! ゴマちゃん』の第1期オープニング主題歌に起用された。同曲はCharisma.comとRYO-Zお兄さんが担当するエンディング主題歌との両A面シングル『ハロートゥモロー/ゴマムー』として10月19日にリリースされた。
2016年10月8日からは自身がパーソナリティを務めるラジオ番組「ろんらじ」が文化放送 にて放送開始となった。
2022年8月から歌手の鹿乃と『MKLNtic』という二人組の音楽ユニットを組んで活動している。
2025年3月15日に、音楽事務所「ButaiEntertainment」に所属した事をYouTube LIVEにて報告した。

## ディスコグラフィ

### 参加作品
- メメントモリ Lament Collection Vol.2（2024年10月23日発売）

### タイアップ
| 楽曲                     | タイアップ                                                      | 時期                  |
| ------------------------ | --------------------------------------------------------------- | --------------------- |
| ハロートゥモロー         | テレビアニメ『少年アシベ GO! GO! ゴマちゃん』オープニングテーマ | 2016年4月 - 2017年2月 |
| 純愛ラプソディ           | ゲーム『√Letter』主題歌                                         | 2016年                |
| Y学園へ行こう ワイワイ編 | テレビアニメ『妖怪学園Y ～Nとの遭遇～』エンディングテーマ       | 2020年                |
| 玩具の呪文               | ゲーム『メメントモリ』キャラクターテーマソング                  | 2023年                |

## 出演

### ラジオ番組
- ろんらじ（2016年10月8日 - 12月31日、文化放送超!A&G+）

### 声優

#### テレビアニメ
- SHADOW OF LAFFANDOR ラファンドール国物語 ～FANTASY PICTURE STORY～（エマ[8]）

#### ゲーム
- √Letter（2016年、佐々木ありさ）